# Język purepecha
Język purepecha, także tarasca lub taraskański − język o nieustalonym pochodzeniu ludu Purepecha, dawniej określanego jako Taraskowie. Mówi nim ok. 175 tys. osób.